# Albarregas
Pour les articles homonymes, voir Albarregas (homonymie).
La rivière Albarregas (ou Río Albarregas en (es)) est une rivière d'Espagne et un affluent droit du fleuve Guadiana.

## Géographie
La rivière Albarregas conflue en rive droite avec le Guadiana au niveau de la ville espagnole de Mérida à 200 m d'altitude,